# Баркер, Флоренс
Флоренс Баркер (англ. Florence Barker; 22 ноября 1891 — 15 февраля 1913) — американская актриса немого кино из Лос-Анджелеса, чья многообещающая карьера оборвалась слишком рано. Она началась в раннем подростковом возрасте, когда Флоренс выступала в театре самодеятельности. Вплоть до восемнадцатилетнего возраста Баркер играла главные роли в Большом театре Лос-Анджелеса. Примерно в то же время она начала свою карьеру в кино и снялась в более чем шестидесяти трёх фильмах. Скончалась в Лос-Анджелесе от пневмонии в возрасте 21 года.

## Избранная фильмография
- Ужасный момент[англ.] (1908)
- Девочки и отец[англ.] (1909)
- Добиваясь расплаты[англ.] (1909)
- Выбираю мужа[англ.] (1909)
- Серьёзные шестнадцатилетние (1910)
- Англичанин и девушка[англ.] (1910)
- Верная (1910)
- Два брата (1910)
- Ребёнок[англ.] (1910)
- Клятва и человек[англ.] (1910)
- Два пути (1911)
- Его дочь[англ.] (1911)
- Первоапрельская шутка Присциллы[англ.] (1911)
- Присцилла и зонт[англ.] (1911)
- Голос из глубины[англ.] (1912)